# Liste de raffineries de pétrole
La liste des raffineries de pétrole ci-dessous provient des sites europétrole et Eni. Le Oil and Gas Journal publie aussi chaque année une liste des raffineries dans le monde.
L'article présente dans un premier temps les plus importantes raffineries du monde, avant de détailler la liste des raffineries par continent et par pays au début du XXIe siècle. La publication Oil and Gas Journal listait 697 raffineries en janvier 2020.
En Russie, il y aurait neuf sites de raffinage[réf. nécessaire], en Arabie saoudite dix et en France métropolitaine sept. Ce sont des lieux stratégiques en cas de conflit social ou de guerre, car leur blocage ou leur destruction ont des effets considérables sur l’activité économique d’un pays,,.

## Les plus importantes raffineries du monde en 2012
Dans cette section sont listées les plus importantes raffineries du monde en fonctionnement en 2012, d'une capacité de raffinage supérieure à 500 000 barils par jour,,.
| Nom                                      | Pays            | Ville                                 | Capacité de production [barils par jour] | Année de mise en service | Opérateur                  |
| ---------------------------------------- | --------------- | ------------------------------------- | ---------------------------------------- | ------------------------ | -------------------------- |
| Raffinerie de Jamnagar                   | Inde            | Jamnagar                              | 1 240 000                                | 1999, 2008               | Reliance Industries        |
| Complexe de raffinage de Paraguaná       | Venezuela       | Punto Fijo, Punta Cardón et Maracaibo | 940 000                                  | 1949, 1950, 1956         | PDVSA                      |
| Raffinerie d'Ulsan                       | Corée du Sud    | Ulsan                                 | 850 000                                  |                          | SK Energy                  |
| Raffinerie de Yeosu                      | Corée du Sud    | Yeosu                                 | 775 000                                  | 1969                     | GS Caltex                  |
| Raffinerie d'Onsan                       | Corée du Sud    | Ulsan                                 | 670 000                                  |                          | S-Oil                      |
| Raffinerie Dangote                       | Nigeria         | Lagos                                 | 650 000                                  | 2023                     | Dangote Petroleum Refinery |
| Raffinerie de Jurong - Pulau Ayer Chawan | Singapour       | Singapour                             | 605 000                                  | 1966, 1970               | ExxonMobil                 |
| Raffinerie de Port Arthur Motiva         | États-Unis      | Port Arthur                           | 600 000 626 000 au 1er janvier 2023      | 1902, 2012               | Saudi Aramco               |
| Raffinerie de Baytown                    | États-Unis      | Baytown                               | 560 500 564 440 au 1er janvier 2023      | 1919                     | ExxonMobil                 |
| Raffinerie de Ras Tanura                 | Arabie saoudite | Ras Tanura                            | 550 000                                  | 1941                     | Saudi Aramco               |
| Raffinerie de Garyville                  | États-Unis      | Garyville                             | 522 000 596 000 au 1er janvier 2023      | 1976                     | Marathon Petroleum         |
| Raffinerie de Baton Rouge                | États-Unis      | Baton Rouge                           | 500 000 522500au 1er janvier 2023        |                          | ExxonMobil                 |
| Raffinerie de Pulau Bukom                | Singapour       | Pulau Bukom                           | 500 000                                  |                          | Shell                      |

## Afrique
| Pays                | Nom                                           | Capacité de production [barils par jour] | Opérateur                                             |
| ------------------- | --------------------------------------------- | ---------------------------------------- | ----------------------------------------------------- |
| Afrique du Sud      | Raffinerie du Cap                             | 112 000                                  | Chevron-Texaco                                        |
| Afrique du Sud      | Raffinerie de Durban ENGEN                    | 125 000                                  | ENGEN                                                 |
| Afrique du Sud      | Raffinerie de Durban SAPREF                   | 172 000                                  | SAPREF                                                |
| Afrique du Sud      | Raffinerie de Sasolburg Cap                   | 87 500                                   | Sasol                                                 |
| Algérie             | Raffinerie de Skikda                          | 323 000                                  | Sonatrach                                             |
| Algérie             | Topping Condensat                             | 100 000                                  | Sonatrach                                             |
| Algérie             | Raffinerie d'Alger                            | 59 000                                   | Sonatrach                                             |
| Algérie             | Raffinerie d'Arzew                            | 54 000                                   | Sonatrach                                             |
| Algérie             | Raffinerie d'Hassi Messaoud                   | 27 000                                   | Sonatrach                                             |
| Algérie             | Raffinerie d'Adrar                            | 12 500                                   | CNPC et Sonatrach                                     |
| Algérie             | Raffinerie d'In Amenas                        | (Fermée en 1986) 6 500                   | Sonatrach                                             |
| Angola              | Raffinerie de Luanda                          | 55 000                                   | Sonangol                                              |
| Cameroun            | Raffinerie de Limbe                           | 42 000                                   | Sonara                                                |
| République du Congo | Raffinerie de Pointe Noire                    | 21 000                                   | CORAF                                                 |
| Côte d'Ivoire       | Raffinerie de Société Ivoirienne de Raffinage | 70 000                                   | Société ivoirienne de raffinage                       |
| Égypte              | Raffinerie d'Alexandrie AMOC                  | 26 000                                   | Alexandria Mineral Oil Company                        |
| Égypte              | Raffinerie d'Alexandrie ANRPC                 | 8 500                                    | Alexandria National Refining & Petrochemicals Company |
| Égypte              | Raffinerie d'Alexandrie APC (El Mex)          | 105 000                                  | Alexandria Petroleum Company                          |
| Égypte              | Raffinerie d'Alexandrie Midor                 | 105 000                                  | Middle East Oil Refinery                              |
| Égypte              | Raffinerie d'Amerya                           | 100 000                                  | EGPC                                                  |
| Égypte              | Raffinerie de d'Assiout                       | 52 000                                   | Assuit Oil Refining Company                           |
| Égypte              | Raffinerie de Mostorod                        | 165 000                                  | Cairo Oil Refinery Company                            |
| Égypte              | Raffinerie de Suez                            | 70 000                                   | EGPC                                                  |
| Égypte              | Raffinerie de Wadi Feran                      | 8 550                                    | EGPC                                                  |
| Égypte              | Raffinerie du Caire (Tanta)                   | 35 000                                   | Cairo Oil Refinery Company                            |
| Érythrée            | Raffinerie d'Assab                            | 14 500                                   | Petroleum Corporation of Eritrea                      |
| Gabon               | Raffinerie de la SOGARA                       | 21 000                                   | SOGARA                                                |
| Ghana               | Raffinerie d'Accra                            | 45 000                                   | Tema Oil refinery                                     |
| Kenya               | Raffinerie de Mombasa                         | 90 000                                   | Kenya Petroleum Refineries Ltd                        |
| Libye               | Raffinerie de Marsa El Brega                  | 10 000                                   | NOC                                                   |
| Libye               | Raffinerie de Ras Lanouf                      | 220 000                                  | NOC                                                   |
| Libye               | Raffinerie de Sarir                           | 10 000                                   | Agoco                                                 |
| Libye               | Raffinerie de Tobrouk                         | 20 000                                   | Agoco                                                 |
| Libye               | Raffinerie de Zawia                           | 120 000                                  | Agoco                                                 |
| Maroc               | Raffinerie de Mohammédia                      | 160 000                                  | Samir                                                 |
| Niger               | Raffinerie de Zinder                          | 20 000                                   | SORAZ                                                 |
| Nigeria             | Raffinerie de Kaduna                          | 110 000                                  | NNPC                                                  |
| Nigeria             | Raffinerie de Port Harcourt Alesa Eleme       | 60 000                                   | NNPC                                                  |
| Nigeria             | Raffinerie de Port Harcourt PHRC              | 210 000                                  | NNPC                                                  |
| Nigeria             | Raffinerie de Warri                           | 125 000                                  | NNPC                                                  |
| Nigeria             | Raffinerie Dangote                            | 650 000                                  | Dangote                                               |
| Sénégal             | Raffinerie de la SAR                          | 27 000                                   | SAR                                                   |
| Soudan              | Raffinerie de El Obeid                        | 1 500                                    | CNPC                                                  |
| Soudan              | Raffinerie de Khartoum                        | 100 000                                  | CNPC                                                  |
| Soudan              | Raffinerie de Port Soudan                     | 3 000                                    | -                                                     |
| Tchad               | Raffinerie de N'Djaména                       | 20 000                                   | CNPC et État tchadien                                 |
| Tunisie             | Raffinerie de la STIR                         | 34 000                                   | STIR                                                  |
| Zambie              | Raffinerie de Ndola                           | 23 750                                   | INDENI                                                |

Un fond rouge indique une raffinerie qui n'est plus en fonctionnement, un fond vert une raffinerie en cours de construction ou en projet.

## Amérique centrale et Caraïbes
| Pays                             | Nom                           | Capacité de production [barils par jour] | Opérateur        |
| -------------------------------- | ----------------------------- | ---------------------------------------- | ---------------- |
| Antilles néerlandaises (Curaçao) | Raffinerie de Isla            | 335 000                                  | PDVSA            |
| Aruba                            | Raffinerie d'Aruba            | 275 000                                  | Valero           |
| Costa Rica                       | Raffinerie de Moin            | 25 000                                   | Recope           |
| Cuba                             | Raffinerie de Cienfuegos      | 76 000                                   | Cupet            |
| Cuba                             | Raffinerie de Hermanos Díaz   | 102 500                                  | Cupet            |
| Cuba                             | Raffinerie de La Havane       | 122 000                                  | Cupet            |
| Jamaïque                         | Raffinerie de Kingston        | 36 000                                   | Petrojam Limited |
| Mexique                          | Raffinerie de Cadereyta       | 275 000                                  | Pemex            |
| Mexique                          | Raffinerie de Ciudad Madero   | 190 000                                  | Pemex            |
| Mexique                          | Raffinerie de Minatitlan      | 185 000                                  | Pemex            |
| Mexique                          | Raffinerie de Salamanca       | 245 000                                  | Pemex            |
| Mexique                          | Raffinerie de Salina Cruz     | 330 000                                  | Pemex            |
| Mexique                          | Raffinerie de Tula Hidalgo    | 315 000                                  | Pemex            |
| Nicaragua                        | Raffinerie de Managua         | 20 000                                   | Puma Energy      |
| République dominicaine           | Raffinerie de Bajos de Haina  | 33 000                                   | Refidomsa        |
| Salvador                         | Raffinerie d'Acajuta          | 22 000                                   | Puma Energy      |
| Trinité-et-Tobago                | Raffinerie de Pointe-à-Pierre | 165 000                                  | Petrotrin        |

## Amérique du Nord
Au 1er janvier 2023, il y avait 129 raffineries de pétrole en activité aux États-Unis.
| Pays                              | Nom                                            | Capacité de production [barils par jour] | Opérateur                            |
| --------------------------------- | ---------------------------------------------- | ---------------------------------------- | ------------------------------------ |
| Canada                            | Raffinerie de Burnaby                          | 52 000                                   | Chevron                              |
| Canada                            | Raffinerie de Come by Chance                   | 105 000                                  | KNOC                                 |
| Canada                            | Raffinerie de Corunna                          | 72 000                                   | Shell                                |
| Canada                            | Raffinerie de Dartmouth                        | 135 000                                  | L'Impériale Esso                     |
| Canada                            | Raffinerie de Lévis                            | 265 000                                  | Valero                               |
| Canada                            | Raffinerie de Lloyminster                      | 25 000                                   | Husky Energy                         |
| Canada                            | Raffinerie de Mississauga                      | 15 600                                   | Suncor                               |
| Canada                            | Raffinerie de Montréal-Est                     | Fermée en 2010 (161 000)                 | Shell Canada                         |
| Canada                            | Raffinerie de Montréal Suncor                  | 137 000                                  | Suncor                               |
| Canada                            | Raffinerie de Nanticoke                        | 112 000                                  | L'Impériale Esso                     |
| Canada                            | Raffinerie de Prince George                    | 12 000                                   | Husky Energy                         |
| Canada                            | Raffinerie de Regina                           | 100 000                                  | CCRL                                 |
| Canada                            | Raffinerie de Saint-Jean                       | 300 000                                  | Irving Oil                           |
| Canada                            | Raffinerie de Sarnia Imperial Oil              | 115 000                                  | L'Impériale Esso                     |
| Canada                            | Raffinerie de Sarnia Suncor                    | 85 000                                   | Suncor                               |
| Canada                            | Raffinerie de Scotford Edmonton                | 100 000                                  | Shell Canada                         |
| Canada                            | Raffinerie de Suncor Edmonton                  | 135 000                                  | Shell Canada                         |
| Canada                            | Raffinerie de Strathcona Edmonton              | 187 000                                  | L'Impériale Esso                     |
| États-Unis - Alabama              | Raffinerie de Mobile                           | 16 700                                   | Gulf Atlantic Refining & Marketing   |
| États-Unis - Alabama              | Raffinerie de Saraland                         | 80 000                                   | Shell                                |
| États-Unis - Alabama              | Raffinerie de Tuscaloosa                       | 52 000                                   | Hunt Refining Company                |
| États-Unis - Alaska               | Raffinerie de Kenai                            | 72 000                                   | Tesoro                               |
| États-Unis - Alaska               | Raffinerie de North Pole Petro Star            | 17 000                                   | Petro Star                           |
| États-Unis - Alaska               | Raffinerie de North Pole Flint Hills Resources | 210 000                                  | Flint Hills Resources                |
| États-Unis - Alaska               | Raffinerie de Prudhoe Bay                      | 12 500                                   | BP                                   |
| États-Unis - Alaska               | Raffinerie de Valdez                           | 50 000                                   | Petro Star                           |
| États-Unis - Arizona              | Raffinerie d'Arizona Clean Fuels Yuma          | 150 000                                  | Arizona Clean Fuels                  |
| États-Unis - Arkansas             | Raffinerie d'El Dorado                         | 70 000                                   | Delek US                             |
| États-Unis - Arkansas             | Raffinerie de Smackover                        | 6 800                                    | Cross Oil                            |
| États-Unis - Californie           | Raffinerie de Bakersfield Kern Oil             | 25 000                                   | Kern Oil & Refining Company          |
| États-Unis - Californie           | Raffinerie de Bakersfield San Joaquin          | 24 300                                   | San Joaquin Refining Company         |
| États-Unis - Californie           | Raffinerie de Bakersfield TRICOR               | 66 000                                   | Tricor Refining                      |
| États-Unis - Californie           | Raffinerie de Benicia                          | 144 000                                  | Valero                               |
| États-Unis - Californie           | Raffinerie de Carson                           | 265 000                                  | BP                                   |
| États-Unis - Californie           | Raffinerie d'El Secondo                        | 265 500                                  | Chevron                              |
| États-Unis - Californie           | Raffinerie de Long Beach                       | 26 000                                   | Alon USA                             |
| États-Unis - Californie           | Raffinerie de Los Angeles Phillips 66 1 et 2   | 155 000                                  | Phillips 66                          |
| États-Unis - Californie           | Raffinerie de Martinez Golden Eagle            | 166 000                                  | Tesoro                               |
| États-Unis - Californie           | Raffinerie de Martinez Shell                   | 154 900                                  | Shell                                |
| États-Unis - Californie           | Raffinerie de Osnard                           | 2 800                                    | Tenby Oil                            |
| États-Unis - Californie           | Raffinerie de Paramount                        | 50 000                                   | Paramount Petroleum                  |
| États-Unis - Californie           | Raffinerie de Richmond                         | 242 900                                  | Chevron                              |
| États-Unis - Californie           | Raffinerie de San Francisco Rodeo              | 100 000                                  | Phillips 66                          |
| États-Unis - Californie           | Raffinerie de Santa Maria                      | 41 800                                   | Phillips 66                          |
| États-Unis - Californie           | Raffinerie de Santa Maria Greka                | 9 500                                    | Greka Energy                         |
| États-Unis - Californie           | Raffinerie de South Gate                       | 8 500                                    | Lunday Thagard Company               |
| États-Unis - Californie           | Raffinerie de Torrance                         | 149 000                                  | PBF Energy                           |
| États-Unis - Californie           | Raffinerie de Wilmington Tesoro                | 133 100                                  | Tesoro                               |
| États-Unis - Californie           | Raffinerie de Wilmington Valero                | 154 900                                  | Valero                               |
| États-Unis - Colorado             | Raffinerie de Commerce City                    | 100 000                                  | Suncor                               |
| États-Unis - Dakota du Nord       | Raffinerie de Mandan                           | 60 000                                   | Tesoro                               |
| États-Unis - Dakota du Sud        | Raffinerie Hyperion de Elk Point               | 400 000                                  | Hyperion Resources of Texas          |
| États-Unis - Delaware             | Raffinerie de Delaware City                    | 210 000                                  | PBF Energy                           |
| États-Unis - Géorgie              | Raffinerie de Savannah                         | 28 000                                   | NuStar Energy                        |
| États-Unis - Hawaï                | Raffinerie de Kapolei Chevron                  | 54 000                                   | Chevron                              |
| États-Unis - Hawaï                | Raffinerie de Kapolei Tesoro                   | 93 500                                   | Tesoro                               |
| États-Unis - Illinois             | Raffinerie de Joliet                           | 238 000                                  | ExxonMobil                           |
| États-Unis - Illinois             | Raffinerie de Lemont                           | 160 000                                  | Citgo                                |
| États-Unis - Illinois             | Raffinerie de Robinson                         | 206 000                                  | Marathon Petroleum                   |
| États-Unis - Illinois             | Raffinerie de Wood River                       | 356 000                                  | Phillips 66 / Cenovus                |
| États-Unis - Indiana              | Raffinerie de Mount Vernon                     | 23 000                                   | CountryMark                          |
| États-Unis - Indiana              | Raffinerie de Whiting                          | 405 000                                  | BP                                   |
| États-Unis - Kansas               | Raffinerie de Coffeyville                      | 112 000                                  | CVR Energy                           |
| États-Unis - Kansas               | Raffinerie d'El Dorado                         | 120 000                                  | HollyFrontier Corporation            |
| États-Unis - Kansas               | Raffinerie de McPherson                        | 81 200                                   | NCRA                                 |
| États-Unis - Kentucky             | Raffinerie de Catlettsburg                     | 240 000                                  | Marathon Petroleum                   |
| États-Unis - Louisiane            | Raffinerie Alliance de Belle Chasse            | 247 000                                  | Phillips 66                          |
| États-Unis - Louisiane            | Raffinerie de Baton Rouge                      | 500 000                                  | ExxonMobil                           |
| États-Unis - Louisiane            | Raffinerie de Chalmette                        | 193 000                                  | ExxonMobil / PDVSA                   |
| États-Unis - Louisiane            | Raffinerie de Convent                          | 255 000                                  | Motiva Enterprises                   |
| États-Unis - Louisiane            | Raffinerie de Cotton Valley                    | 13 000                                   | Calumet speciality products partners |
| États-Unis - Louisiane            | Raffinerie de Garyville                        | 522 000                                  | Marathon Petroleum                   |
| États-Unis - Louisiane            | Raffinerie de Krotz Springs                    | 85 000                                   | Alon USA                             |
| États-Unis - Louisiane            | Raffinerie de Lake Charles Calsasieu           | 30 000                                   | Calcasieu Refining                   |
| États-Unis - Louisiane            | Raffinerie de Lake Charles Citgo               | 427 800                                  | Citgo                                |
| États-Unis - Louisiane            | Raffinerie de Lake Charles Phillips 66         | 247 000                                  | Phillips 66                          |
| États-Unis - Louisiane            | Raffinerie de Meraux                           | 125 000                                  | Valero                               |
| États-Unis - Louisiane            | Raffinerie de Norco                            | 242 000                                  | Motiva Enterprises                   |
| États-Unis - Louisiane            | Raffinerie de Norco Saint Charles              | 260 000                                  | Valero                               |
| États-Unis - Louisiane            | Raffinerie de Port Allen                       | 80 000                                   | Placid Refining Company              |
| États-Unis - Louisiane            | Raffinerie de Princetown                       | 8 300                                    | Calumet speciality products partners |
| États-Unis - Louisiane            | Raffinerie de Shreveport                       | 35 000                                   | Calumet speciality products partners |
| États-Unis - Michigan             | Raffinerie de Détroit                          | 120 000                                  | Marathon Petroleum                   |
| États-Unis - Minnesota            | Raffinerie de Saint Paul Park                  | 74 000                                   | Northern Tier Energy                 |
| États-Unis - Minnesota            | Raffinerie Pine Bend de Rosemount              | 320 000                                  | Flint Hills Resources                |
| États-Unis - Minnesota            | Raffinerie de Lumberton                        | 5 800                                    | Hunt Southland Refining Company      |
| États-Unis - Minnesota            | Raffinerie de Pascagoula                       | 370 000                                  | Chevron                              |
| États-Unis - Minnesota            | Raffinerie de Sandersville                     | 11 000                                   | Hunt Southland Refining Company      |
| États-Unis - Minnesota            | Raffinerie de Vicksburg                        | 23 000                                   | ERGON                                |
| États-Unis - Montana              | Raffinerie de Billings ExxonMobil              | 60 000                                   | ExxonMobil                           |
| États-Unis - Montana              | Raffinerie de Billings Phillips 66             | 61 000                                   | Phillips 66                          |
| États-Unis - Montana              | Raffinerie de Great Falls                      | 9 500                                    | MRC                                  |
| États-Unis - Montana              | Raffinerie de Laurel                           | 55 000                                   | CHS                                  |
| États-Unis - Nevada               | Raffinerie Eagle Springs de Currant            | 1 700                                    | Foreland Refining                    |
| États-Unis - New Jersey           | Raffinerie Bayway de Linden                    | 230 000                                  | Phillips 66                          |
| États-Unis - New Jersey           | Raffinerie de Paulsboro NuStar                 | 51 000                                   | NuStar Energy                        |
| États-Unis - New Jersey           | Raffinerie de Paulsboro PBF                    | 160 000                                  | PBF Energy                           |
| États-Unis - New Jersey           | Raffinerie de Perth Amboy                      | 80 000                                   | Chevron                              |
| États-Unis - New Jersey           | Raffinerie de Port Reading                     | 70 000                                   | Hess                                 |
| États-Unis - Nouveau-Mexique      | Raffinerie d'Artesia                           | 100 000                                  | HollyFrontier Corporation            |
| États-Unis - Nouveau-Mexique      | Raffinerie de Bloomfield                       | 16 800                                   | Western Refining                     |
| États-Unis - Nouveau-Mexique      | Raffinerie Four Corners de Gallup              | 26 000                                   | Western Refining                     |
| États-Unis - Nouveau-Mexique      | Raffinerie de Lovington                        | ??                                       | HollyFrontier Corporation            |
| États-Unis - Ohio                 | Raffinerie de Canton                           | 80 000                                   | Marathon Petroleum                   |
| États-Unis - Ohio                 | Raffinerie de Lima                             | 158 400                                  | Husky Energy                         |
| États-Unis - Ohio                 | Raffinerie de Toledo BP                        | 160 000                                  | BP / Husky Energy                    |
| États-Unis - Ohio                 | Raffinerie de Toledo PBF                       | 170 000                                  | PBF Energy                           |
| États-Unis - Oklahoma             | Raffinerie de Ardmore                          | 74 700                                   | Valero                               |
| États-Unis - Oklahoma             | Raffinerie de Ponca City                       | 194 000                                  | Phillips 66                          |
| États-Unis - Oklahoma             | Raffinerie de Thomas                           | 14 000                                   | BP / Ventura Refining                |
| États-Unis - Oklahoma             | Raffinerie de Tulsa Est                        | 70 300                                   | HollyFrontier Corporation            |
| États-Unis - Oklahoma             | Raffinerie de Tulsa Ouest                      | 83 200                                   | HollyFrontier Corporation            |
| États-Unis - Oklahoma             | Raffinerie de Wynnewood                        | 71 700                                   | CVR Energy                           |
| États-Unis - Pennsylvanie         | Raffinerie de Bradford                         | 10 000                                   | American Refining Group              |
| États-Unis - Pennsylvanie         | Raffinerie de Karns City                       | 6 200                                    | Calumet speciality products partners |
| États-Unis - Pennsylvanie         | Raffinerie de Marcus Hook                      | 175 000                                  | Sunoco                               |
| États-Unis - Pennsylvanie         | Raffinerie de Philadelphie                     | fermé en 2019 (335 000)                  | Philadelphia Energy Solutions        |
| États-Unis - Pennsylvanie         | Raffinerie de Trainer                          | 185 000                                  | Delta Air Lines                      |
| États-Unis - Pennsylvanie         | Raffinerie de Warren                           | 70 000                                   | United Refining Company              |
| États-Unis - Tennessee            | Raffinerie de Memphis                          | 180 000                                  | Valero                               |
| États-Unis - Texas                | Raffinerie de Baytown                          | 560 500                                  | ExxonMobil                           |
| États-Unis - Texas                | Raffinerie de Beaumont                         | 348 500                                  | ExxonMobil                           |
| États-Unis - Texas                | Raffinerie de Big Spring                       | 61 000                                   | Alon USA                             |
| États-Unis - Texas                | Raffinerie de Borger                           | 146 000                                  | Phillips 66 / Cenovus                |
| États-Unis - Texas                | Raffinerie de Corpus Christi Citgo             | 156 000                                  | Citgo                                |
| États-Unis - Texas                | Raffinerie de Corpus Christi Flint Hills       | 288 000                                  | Flint Hills Resources                |
| États-Unis - Texas                | Raffinerie de Corpus Valero Est                | 115 000                                  | Valero                               |
| États-Unis - Texas                | Raffinerie de Corpus Valero Ouest              | 142 000                                  | Valero                               |
| États-Unis - Texas                | Raffinerie de Deer Park                        | 333 700                                  | Shell                                |
| États-Unis - Texas                | Raffinerie de Dickinson                        | ??                                       | Calumet speciality products partners |
| États-Unis - Texas                | Raffinerie d'El Paso                           | 120 000                                  | Western Refining                     |
| États-Unis - Texas                | Raffinerie de Houston LyondellBasell           | 270 200                                  | LyondellBasell                       |
| États-Unis - Texas                | Raffinerie de Houston Valero                   | 83 000                                   | Valero                               |
| États-Unis - Texas                | Raffinerie de McKee                            | 158 300                                  | Valero                               |
| États-Unis - Texas                | Raffinerie de Nixon                            | 15 000                                   | Blue Dolphin Energy Company (en)     |
| États-Unis - Texas                | Raffinerie de Pasadena                         | 100 000                                  | Crown puis Petrobras                 |
| États-Unis - Texas                | Raffinerie de Port Arthur Motiva               | 600 000                                  | Motiva Enterprises                   |
| États-Unis - Texas                | Raffinerie de Port Arthur Total                | 174 000                                  | Total                                |
| États-Unis - Texas                | Raffinerie de Port Arthur Valero               | 290 000                                  | Valero                               |
| États-Unis - Texas                | Raffinerie de San Antonio                      | 10 300                                   | NuStar Energy                        |
| États-Unis - Texas                | Raffinerie de Sweeny                           | 229 000                                  | Phillips 66                          |
| États-Unis - Texas                | Raffinerie de Texas City Marathon (ex BP)      | 451 000                                  | Marathon Petroleum (ex BP)           |
| États-Unis - Texas                | Raffinerie de Texas City Marathon              | 80 000                                   | Marathon Petroleum Corporation       |
| États-Unis - Texas                | Raffinerie de Texas City Valero                | 210 000                                  | Valero                               |
| États-Unis - Texas                | Raffinerie de Three Rivers                     | 90 000                                   | Valero                               |
| États-Unis - Texas                | Raffinerie de Tyler                            | 62 000                                   | Delek US                             |
| États-Unis - Utah                 | Raffinerie de Salt Lake City Big West          | 35 000                                   | Big West Oil                         |
| États-Unis - Utah                 | Raffinerie de Salt Lake City Chevron           | 45 000                                   | Chevron                              |
| États-Unis - Utah                 | Raffinerie de Salt Lake City Tesoro            | 58 000                                   | Tesoro                               |
| États-Unis - Utah                 | Raffinerie de Woods Cross Holly                | 26 000                                   | HollyFrontier Corporation            |
| États-Unis - Utah                 | Raffinerie de Woods Cross Silver Eagle         | 10 200                                   | Silver Eagle Refining                |
| États-Unis - Virginie-Occidentale | Raffinerie de Newell                           | 19 400                                   | ERGON                                |
| États-Unis - Washington           | Raffinerie Cherry Point de Blaine              | 225 000                                  | BP                                   |
| États-Unis - Washington           | Raffinerie d'Anacortes Shell                   | 145 000                                  | Shell                                |
| États-Unis - Washington           | Raffinerie d'Anacortes Tesoro                  | 108 000                                  | Tesoro                               |
| États-Unis - Washington           | Raffinerie de Ferndale                         | 105 000                                  | Phillips 66                          |
| États-Unis - Washington           | Raffinerie de Tacoma                           | 35 000                                   | U. S. Oil & Refining Company         |
| États-Unis - Wisconsin            | Raffinerie de Superior                         | 33 000                                   | Calumet speciality products partners |
| États-Unis - Wyoming              | Raffinerie de Cheyenne                         | 52 000                                   | Frontier Oil Corporation             |
| États-Unis - Wyoming              | Raffinerie d'Evansville Silver Eagle           | 3 000                                    | Silver Eagle Refining                |
| États-Unis - Wyoming              | Raffinerie d'Evansville Sinclair Oil           | 24 500                                   | Sinclair Oil                         |
| États-Unis - Wyoming              | Raffinerie de Newcastle                        | 12 500                                   | Wyoming Refining Company             |
| États-Unis - Wyoming              | Raffinerie de Sinclair                         | 66 000                                   | Sinclair Oil                         |

Un fond rouge indique une raffinerie qui n'est plus en fonctionnement, un fond vert une raffinerie en cours de construction ou en projet.

## Amérique du Sud
| Pays      | Nom                                      | Capacité de production [barils par jour] | Opérateur                         |
| --------- | ---------------------------------------- | ---------------------------------------- | --------------------------------- |
| Argentine | Raffinerie de Bahia Blanca               | 29 000                                   | Petrobras                         |
| Argentine | Raffinerie de Buenos-Aires               | 110 000                                  | Shell                             |
| Argentine | Raffinerie de Campana                    | 84 500                                   | ExxonMobil                        |
| Argentine | Raffinerie de Campo Duran                | 32 000                                   | Petrobras                         |
| Argentine | Raffinerie de La Plata                   | 189 000                                  | Repsol                            |
| Argentine | Raffinerie de Lujan de Cuyo              | 105 000                                  | Repsol                            |
| Argentine | Raffinerie de Plaza Huincul              | 31 000                                   | Repsol                            |
| Argentine | Raffinerie de San Lorenzo                | 38 000                                   | Petrobras                         |
| Bolivie   | Raffinerie de Cochabamba                 | 40 000                                   | YPFB                              |
| Bolivie   | Raffinerie de Santa Cruz De la Sierra    | 20 000                                   | YPFB                              |
| Brésil    | Raffinerie d'Araucaria                   | 195 000                                  | Petrobras                         |
| Brésil    | Raffinerie de Betim                      | 151 000                                  | Petrobras                         |
| Brésil    | Raffinerie de Canoas                     | 18 000                                   | Petrobras                         |
| Brésil    | Raffinerie de Capuava Maua               | 49 000                                   | Petrobras                         |
| Brésil    | Raffinerie de Cubatão                    | 172 000                                  | Petrobras                         |
| Brésil    | Raffinerie de Duque de Caxias            | 239 000                                  | Petrobras                         |
| Brésil    | Raffinerie de Fortaleza                  | 8 000                                    | Petrobras                         |
| Brésil    | Raffinerie de Manaus                     | 46 000                                   | Petrobras                         |
| Brésil    | Raffinerie de Manguinhos                 | 14 000                                   | Manguinhos Refinaria de Petróleos |
| Brésil    | Raffinerie de Paulinia                   | 396 000                                  | Petrobras                         |
| Brésil    | Raffinerie de Pelotas                    | 17 000                                   | Petrobras et Braskem              |
| Brésil    | Complexe pétrochimique de Rio de Janeiro |                                          | Petrobras                         |
| Brésil    | Raffinerie de São Francisco do Conde     | 281 000                                  | Petrobras                         |
| Brésil    | Raffinerie de São José dos Campos        | 252 000                                  | Petrobras                         |
| Chili     | Raffinerie Aconcagua de Concón           | 104 000                                  | ENAP                              |
| Chili     | Raffinerie de Bío Bío                    | 116 000                                  | ENAP                              |
| Chili     | Raffinerie de San Gregorio               | 16 000                                   | ENAP                              |
| Colombie  | Raffinerie d'Apiay                       | 2 250                                    | Ecopetrol                         |
| Colombie  | Raffinerie d'Orito                       | 1 800                                    | Ecopetrol                         |
| Colombie  | Raffinerie de Barrancabermeja            | 205 000                                  | Ecopetrol                         |
| Colombie  | Raffinerie de Carthagène des Indes       | 75 000                                   | Ecopetrol                         |
| Colombie  | Raffinerie de Tibu                       | 1 800                                    | Ecopetrol                         |
| Équateur  | Raffinerie d'Esmeraldas                  | 110 000                                  | Petroecuador                      |
| Équateur  | Raffinerie de La Libertad                | 45 000                                   | Petroecuador                      |
| Équateur  | Raffinerie de Shushufindi                | 20 000                                   | Petroecuador                      |
| Paraguay  | Raffinerie de Villa Elisa                | 7 500                                    | Petropar                          |
| Pérou     | Raffinerie d'El Milagro                  | ??                                       | Petroperú                         |
| Pérou     | Raffinerie d'Iquitos Loreto              | 10 500                                   | Petroperú                         |
| Pérou     | Raffinerie de Conchán                    | 23 500                                   | Petroperú                         |
| Pérou     | Raffinerie de La Pampilla                | 102 000                                  | Repsol                            |
| Pérou     | Raffinerie de Pucallpa                   | 3 250                                    | Maple Energy                      |
| Pérou     | Raffinerie de Talara                     | 62 000                                   | Petroperú                         |
| Suriname  | Raffinerie de Paramaribo                 | 7 000                                    | Staatsolie                        |
| Venezuela | Complexe de raffinage de Paraguaná       | 940 000                                  | PDVSA                             |
| Venezuela | Raffinerie d'El Palito                   | 140 000                                  | PDVSA                             |
| Venezuela | Raffinerie de Puerto La Cruz             | 200 000                                  | PDVSA                             |
| Venezuela | Raffinerie de San Roque                  | 5 200                                    | PDVSA                             |

## Asie
| Pays               | Nom                                        | Capacité de production [barils par jour] | Opérateur                                            |
| ------------------ | ------------------------------------------ | ---------------------------------------- | ---------------------------------------------------- |
| Bangladesh         | Raffinerie de Chittagong                   | 33 000                                   | BPC                                                  |
| Birmanie (Myanmar) | Raffinerie de Chauk                        | 6 000                                    | MPE                                                  |
| Birmanie (Myanmar) | Raffinerie de Thanbayakan                  | 25 000                                   | MPE                                                  |
| Birmanie (Myanmar) | Raffinerie de Thanlyin                     | 20 000                                   | MPE                                                  |
| Brunei             | Raffinerie de Seria                        | 8 600                                    | Shell                                                |
| Cambodge           | Raffinerie de Sihanoukville                | Fermée en 1971 (12 000)                  | SKRP                                                 |
| Chine,             | Raffinerie d'Anqing                        | 110 000                                  | Sinopec                                              |
| Chine,             | Raffinerie de Baling                       | 80 000                                   | Sinopec                                              |
| Chine,             | Raffinerie de Beihai                       | 12 000                                   | Sinopec                                              |
| Chine,             | Raffinerie de Canzhou                      | 70 000                                   | Sinopec                                              |
| Chine,             | Raffinerie de Dalian CNPC                  | 410 000                                  | PetroChina                                           |
| Chine,             | Raffinerie de Dalian WEPEC                 | 200 000                                  | WEPEC                                                |
| Chine,             | Raffinerie de Daqing Petrochemical         | 120 000                                  | PetroChina                                           |
| Chine,             | Raffinerie de Daqing Refining and chemical | 120 000                                  | PetroChina                                           |
| Chine,             | Raffinerie de Dushanzi                     | 200 000                                  | PetroChina                                           |
| Chine,             | Raffinerie de Fushun                       | 200 000                                  | PetroChina                                           |
| Chine,             | Raffinerie de Guangzhou                    | 264 000                                  | Sinopec                                              |
| Chine,             | Raffinerie de Guangxi                      | 200 000                                  | PetroChina                                           |
| Chine,             | Raffinerie de Hainan                       | 160 000                                  | Sinopec                                              |
| Chine,             | Raffinerie de Harbin                       | 100 000                                  | PetroChina                                           |
| Chine,             | Raffinerie de Hongrun                      | 100 000                                  | Sinochem                                             |
| Chine,             | Raffinerie de Huabei                       | 100 000                                  | PetroChina                                           |
| Chine,             | Raffinerie de Huhehaote                    | 30 000                                   | PetroChina                                           |
| Chine,             | Raffinerie de Jilin                        | 200 000                                  | PetroChina                                           |
| Chine,             | Raffinerie de Jinan                        | 100 000                                  | Sinopec                                              |
| Chine,             | Raffinerie de Jingmen                      | 120 000                                  | Sinopec                                              |
| Chine,             | Raffinerie de Jinxi                        | 140 000                                  | PetroChina                                           |
| Chine,             | Raffinerie de Jinzhou                      | 150 000                                  | PetroChina                                           |
| Chine,             | Raffinerie de Jiujiang                     | 100 000                                  | Sinopec                                              |
| Chine,             | Raffinerie de Lanzhou                      | 210 000                                  | PetroChina                                           |
| Chine,             | Raffinerie de Liaohe                       | 90 000                                   | PetroChina                                           |
| Chine,             | Raffinerie de Liaoyang                     | 180 000                                  | PetroChina                                           |
| Chine,             | Raffinerie de Luoyang                      | 160 000                                  | Sinopec                                              |
| Chine,             | Raffinerie de Maoming                      | 270 000                                  | Sinopec                                              |
| Chine,             | Raffinerie de Nanchong                     | 6 000                                    | PetroChina                                           |
| Chine,             | Raffinerie de Nankin (Jinling Company)     | 260 000                                  | Sinopec                                              |
| Chine,             | Raffinerie de Ningxia                      | 100 000                                  | PetroChina                                           |
| Chine,             | Raffinerie de Pékin Yanshan                | 200 000                                  | Sinopec                                              |
| Chine,             | Raffinerie de Qingdao                      | 200 000                                  | Sinopec                                              |
| Chine,             | Raffinerie de Qingyang                     | 60 000                                   | PetroChina                                           |
| Chine,             | Raffinerie de Quanzhou                     |                                          |                                                      |
| Chine,             | Raffinerie de Shanghai Gaoqiao             | 200 000                                  | Sinopec                                              |
| Chine,             | Raffinerie de Shanghai SPC                 | 280 000                                  | Sinopec                                              |
| Chine,             | Raffinerie de Shijiazhuang                 | 100 000                                  | Sinopec                                              |
| Chine,             | Raffinerie de Tianjin CNPC                 | 260 000                                  | PetroChina et Rosneft                                |
| Chine,             | Raffinerie de Tianjin Sinopec              | 310 000                                  | Sinopec                                              |
| Chine,             | Raffinerie de Urumqi                       | 110 000                                  | PetroChina                                           |
| Chine,             | Raffinerie de Wuhan                        | 170 000                                  | Sinopec                                              |
| Chine,             | Raffinerie de Xinjiang CNPC                | 200 000                                  | PetroChina                                           |
| Chine,             | Raffinerie de Xinjiang Sinopec             | 100 000                                  | Sinopec                                              |
| Chine,             | Raffinerie de Yueyang (Changling company)  | 160 000                                  | Sinopec                                              |
| Chine,             | Raffinerie de Zhanjiang Dongxing           | 100 000                                  | Sinopec                                              |
| Chine,             | Raffinerie de Zhenhai                      | 460 000                                  | Sinopec                                              |
| Chine,             | Raffinerie de Zibo (Qilu corporation)      | 210 000                                  | Sinopec                                              |
| Corée du Nord      | Raffinerie de Bonghwa                      | 30 000                                   | Gouvernement                                         |
| Corée du Nord      | Raffinerie de Unggi                        | 45 000                                   | Gouvernement                                         |
| Corée du Sud       | Raffinerie d'Incheon                       | 320 000                                  | SK Energy                                            |
| Corée du Sud       | Raffinerie d'Onsan                         | 670 000                                  | S-Oil                                                |
| Corée du Sud       | Raffinerie d'Ulsan                         | 850 000                                  | SK Energy                                            |
| Corée du Sud       | Raffinerie de Daesan                       | 390 000                                  | Hyundai Oilbank                                      |
| Corée du Sud       | Raffinerie de Yeosu                        | 775 000                                  | GS Caltex                                            |
| Inde,              | Raffinerie de Barauni                      | 120 000                                  | IOC                                                  |
| Inde,              | Raffinerie de Bina                         | 120 000                                  | Bahrat Oman Refineries Limited                       |
| Inde,              | Raffinerie de Bongaigaon                   | 47 000                                   | IOC                                                  |
| Inde,              | Raffinerie de Chennai                      | 190 000                                  | CPCL (filiale de l'IOC)                              |
| Inde,              | Raffinerie de Cuddalore                    | 120 000                                  | NOCL                                                 |
| Inde,              | Raffinerie de Digboi                       | 13 000                                   | IOC                                                  |
| Inde,              | Raffinerie de Gujarat (Koyali)             | 274 000                                  | IOC                                                  |
| Inde,              | Raffinerie de Guwahati                     | 20 000                                   | IOC                                                  |
| Inde,              | Raffinerie de Haldia                       | 150 000                                  | IOC                                                  |
| Inde,              | Raffinerie de Jamnagar                     | 1 240 000                                | RIL                                                  |
| Inde,              | Raffinerie de Kochi                        | 190 000                                  | Bharat Petroleum                                     |
| Inde,              | Raffinerie de Mangalore                    | 236 400                                  | MRPL                                                 |
| Inde,              | Raffinerie de Mathura                      | 160 000                                  | IOC                                                  |
| Inde,              | Raffinerie de Mumbay Bahrat                | 240 000                                  | Bharat Petroleum                                     |
| Inde,              | Raffinerie de Mumbay Hindustan Petroleum   | 130 000                                  | HPCL                                                 |
| Inde,              | Raffinerie de Nagapattinam                 | 20 000                                   | CPCL (filiale de l'IOC)                              |
| Inde,              | Raffinerie de Numaligarh                   | 60 000                                   | Bharat Petroleum                                     |
| Inde,              | Raffinerie de Panipat                      | 240 000                                  | IOC                                                  |
| Inde,              | Raffinerie de Paradip                      | 300 000                                  | IOC                                                  |
| Inde,              | Raffinerie de Vadinar                      | 400 000                                  | Essar                                                |
| Inde,              | Raffinerie de Visakhapatnam                | 166 000                                  | HPCL                                                 |
| Indonésie          | Raffinerie de Balikpapan                   | 260 000                                  | Pertamina                                            |
| Indonésie          | Raffinerie de Balongan                     | 125 000                                  | Pertamina                                            |
| Indonésie          | Raffinerie de Cepu                         | 3 800                                    | Pertamina                                            |
| Indonésie          | Raffinerie de Cilacap                      | 348 000                                  | Pertamina                                            |
| Indonésie          | Raffinerie de Dumai                        | 120 000                                  | Pertamina                                            |
| Indonésie          | Raffinerie de Kasim                        | 10 000                                   | Pertamina                                            |
| Indonésie          | Raffinerie de Plaju                        | 134 000                                  | Pertamina                                            |
| Indonésie          | Raffinerie de Sungai Pakning               | 50 000                                   | Pertamina                                            |
| Japon,             | Raffinerie de Aichi                        | 160 000                                  | Idemitsu Kosan                                       |
| Japon,             | Raffinerie de Chiba Cosmo                  | 220 000                                  | Cosmo                                                |
| Japon,             | Raffinerie de Chiba ExxonMobil             | 175 000                                  | ExxonMobil et Kyokuto                                |
| Japon,             | Raffinerie de Chiba Idemitsu Kosan         | 220 000                                  | Idemitsu Kosan                                       |
| Japon,             | Raffinerie de Hokkaido                     | 140 000                                  | Idemitsu Kosan                                       |
| Japon,             | Raffinerie de Kashima                      | 210 000                                  | KOC                                                  |
| Japon,             | Raffinerie de Kawasaki                     | 140 000                                  | ExxonMobil et TonenGeneral Sekiyu                    |
| Japon,             | Raffinerie de Keihin                       | 65 000                                   | Toa Oil Company et Showa Shell Sekiyu                |
| Japon,             | Raffinerie de Marifu                       | 127 000                                  | ENEOS                                                |
| Japon,             | Raffinerie de Mizushima                    | 400 000                                  | ENEOS                                                |
| Japon,             | Raffinerie de Muroran                      | 180 000                                  | ENEOS                                                |
| Japon,             | Raffinerie de Negishi Yokohama             | 270 000                                  | ENEOS                                                |
| Japon,             | Raffinerie de Nishihara                    | 100 000                                  | Petrobras                                            |
| Japon,             | Raffinerie de Sakai Cosmo                  | 100 000                                  | Cosmo                                                |
| Japon,             | Raffinerie de Sakai TonenGeneral Sekiyu    | 156 000                                  | TonenGeneral Sekiyu                                  |
| Japon,             | Raffinerie de Sakaide                      | 140 000                                  | Cosmo                                                |
| Japon,             | Raffinerie de Sendai                       | 145 000                                  | ENEOS                                                |
| Japon,             | Raffinerie de Shikoku                      | 120 000                                  | Solato                                               |
| Japon,             | Raffinerie de Sodegauro                    | 143 000                                  | Fuji Oil Company                                     |
| Japon,             | Raffinerie de Takaishi Osaka               | 115 000                                  | ENEOS                                                |
| Japon,             | Raffinerie de Teiseki                      | 4 750                                    | Inpex Corporation                                    |
| Japon,             | Raffinerie de Tokuyama                     | 120 000                                  | Idemitsu Kosan                                       |
| Japon,             | Raffinerie de Wakayama                     | 170 000                                  | TonenGeneral Sekiyu et ExxonMobil                    |
| Japon,             | Raffinerie de Yamagushi                    | 120 000                                  | Seibu Oil Company et Showa Shell Sekiyu              |
| Japon,             | Raffinerie de Yokkaichi Cosmo              | 175 000                                  | Cosmo                                                |
| Japon,             | Raffinerie de Yokkaishi Showa              | 210 000                                  | Showa Yokkaichi Sekiyu Company et Showa Shell Sekiyu |
| Kazakhstan         | Raffinerie d'Atyrau                        | 104 000                                  | KMG                                                  |
| Kazakhstan         | Raffinerie de Pavlodar                     | 162 600                                  | KMG                                                  |
| Kazakhstan         | Raffinerie de Shymkent                     | 160 000                                  | PetroKazakhstan et KMG                               |
| Kirghizistan       | Raffinerie de Karabalta                    | 16 000                                   |                                                      |
| Malaisie           | Raffinerie de Kertith                      | 40 000                                   | Petronas                                             |
| Malaisie           | Raffinerie de Melaka I                     | 125 000                                  | Petronas                                             |
| Malaisie           | Raffinerie de Melaka II                    | 140 000                                  | Petronas et Phillips 66                              |
| Malaisie           | Raffinerie de Port Dickson Shell           | 156 000                                  | Shell                                                |
| Malaisie           | Raffinerie de Port Dickson SMC             | 88 000                                   | Petron Corporation (San Miguel Corporation)          |
| Ouzbékistan        | Raffinerie d'Alty-Arik                     | 76 000                                   | Uzbekneftegaz                                        |
| Ouzbékistan        | Raffinerie de Boukhara                     | 58 000                                   | Uzbekneftegaz                                        |
| Ouzbékistan        | Raffinerie de Fergana                      | 120 000                                  | Uzbekneftegaz                                        |
| Pakistan           | Raffinerie Byco de Mouza Kund              | 35 000                                   | Byco                                                 |
| Pakistan           | Raffinerie de Korangi                      | 50 000                                   | PRL                                                  |
| Pakistan           | Raffinerie de Port Qasim                   | 93 000                                   | IRL                                                  |
| Pakistan           | Raffinerie de Rawalpindi                   | 46 000                                   | ARL                                                  |
| Pakistan           | Raffinerie Pak-Arab de Mahmood Kot         | 100 000                                  | Parco                                                |
| Philippines        | Raffinerie de Batangas                     | 120 000                                  | Shell                                                |
| Philippines        | Raffinerie de Limay                        | 180 000                                  | Petron Corporation                                   |
| Russie,            | Raffinerie d'Achinsk                       | 140 000                                  | Rosneft                                              |
| Russie,            | Raffinerie d'Angarsk                       | 220 000                                  | Rosneft                                              |
| Russie,            | Raffinerie de Khabarovsk                   | 98 000                                   | Alliance Oil Company                                 |
| Russie,            | Raffinerie de Komsomolsk                   | 160 000                                  | Rosneft                                              |
| Russie,            | Raffinerie de Nizhnevartovsk               | 26 000                                   | TNK-BP                                               |
| Singapour          | Raffinerie de Jurong - Pulau Ayer Chawan   | 605 000                                  | ExxonMobil                                           |
| Singapour          | Raffinerie de Jurong SRC                   | 285 000                                  | SRC                                                  |
| Singapour          | Raffinerie de Pulau Bukom                  | 500 000                                  | Shell                                                |
| Sri Lanka          | Raffinerie de Sapugaskanda                 | 56 000                                   | Ceylon Petroleum Corporation                         |
| Taïwan             | Raffinerie de Dalin                        | 340 000                                  | CPC                                                  |
| Taïwan             | Raffinerie de Kaohsiung                    | 300 000                                  | CPC                                                  |
| Taïwan             | Raffinerie de Mailiao                      | 450 000                                  | Formosa Petrochemical Corporation                    |
| Taïwan             | Raffinerie de Taoyuan                      | 200 000                                  | CPC                                                  |
| Thaïlande          | Raffinerie de Bangkok                      | 160 000                                  | PTT                                                  |
| Thaïlande          | Raffinerie de Map Ta Phut                  | 150 000                                  | Star Petroleum Refining Company                      |
| Thaïlande          | Raffinerie de Rayong Map Ta Phut           | 150 000                                  | PTT                                                  |
| Thaïlande          | Raffinerie de Rayong IRPC                  | 215 000                                  | IRPC                                                 |
| Thaïlande          | Raffinerie de Sriracha ExxonMobil          | 170 000                                  | ExxonMobil                                           |
| Thaïlande          | Raffinerie de Sriracha Thaioil             | 220 000                                  | Thaioil Group                                        |
| Turkménistan       | Raffinerie de Turkmenbashi                 | 120 000                                  | Turkmenneftgas                                       |
| Turkménistan       | Raffinerie de Seidi                        | 120 000                                  | Gouvernement                                         |
| Viêt Nam           | Raffinerie de Dung quât                    | 130 000                                  | PetroVietnam                                         |

Un fond rouge indique une raffinerie qui n'est plus en fonctionnement, un fond vert une raffinerie en cours de construction ou en projet.

## Europe
| Pays               | Nom                                        | Capacité de production [barils par jour] | Opérateur              |
| ------------------ | ------------------------------------------ | ---------------------------------------- | ---------------------- |
| Albanie            | Raffinerie de Ballsh                       | 20 000                                   | Armo                   |
| Albanie            | Raffinerie de Fier                         | 10 000                                   | Armo                   |
| Allemagne          | Raffinerie d'Ingolstadt                    | 110 000                                  | Gunvor                 |
| Allemagne          | Raffinerie de Burghausen                   | 80 000                                   | OMV                    |
| Allemagne          | Raffinerie de Cologne Rheinland            | 320 000                                  | Shell                  |
| Allemagne          | Raffinerie de Gelsenkirchen                | 256 000                                  | BP et Rosneft          |
| Allemagne          | Raffinerie de Hambourg Hansen & Rosenthal  | 300 000                                  | Hansen & Rosenthal     |
| Allemagne          | Raffinerie de Hambourg Holborn (Tamoil)    | 110 000                                  | Tamoil                 |
| Allemagne          | Raffinerie de Hambourg Shell               | 110 000                                  | Shell                  |
| Allemagne          | Raffinerie de Heide                        | 90 000                                   | Klesch Group           |
| Allemagne          | Raffinerie de Karlsruhe                    | 310 000                                  | MiRO                   |
| Allemagne          | Raffinerie de Leuna                        | 200 000                                  | Total                  |
| Allemagne          | Raffinerie de Lingen                       | 90 000                                   | BP                     |
| Allemagne          | Raffinerie de Neustadt                     | 86 000                                   | Bayernoil              |
| Allemagne          | Raffinerie de Schwedt                      | 240 000                                  | PCK (entreprise)       |
| Allemagne          | Raffinerie de Vohburg                      | 120 000                                  | Bayernoil              |
| Allemagne          | Raffinerie de Wilhemshaven                 | 302 000                                  | Hestya Energy          |
| Autriche           | Raffinerie de Schwechat                    | 192 000                                  | OMV                    |
| Belgique           | Raffinerie d'Anvers ExxonMobil             | 320 000                                  | ExxonMobil             |
| Belgique           | Raffinerie d'Anvers Gunvor                 | 110 000                                  | Gunvor                 |
| Belgique           | Raffinerie d'Anvers Total                  | 340 000                                  | Total                  |
| Belgique           | Raffinerie d'Anvers Vitol                  | 35 000                                   | Vitol                  |
| Biélorussie        | Raffinerie de Mozir                        | 110 000                                  | Slavneft               |
| Biélorussie        | Raffinerie de Navapolatsk                  | 220 000                                  | Naftan                 |
| Bosnie-Herzégovine | Raffinerie de Bosanski Brod                | 30 000                                   | Zarubezhneft           |
| Bulgarie           | Raffinerie de Burgas                       | 196 000                                  | Lukoil                 |
| Croatie            | Raffinerie de Rijeka                       | 60 000                                   | INA                    |
| Croatie            | Raffinerie de Sisak                        | 44 000                                   | INA                    |
| Danemark           | Raffinerie de Fredericia                   | 68 000                                   | Shell                  |
| Danemark           | Raffinerie de Kalundborg                   | 110 000                                  | Equinor                |
| Espagne,           | Raffinerie de Bilbao Petronor              | 220 000                                  | Repsol                 |
| Espagne,           | Raffinerie de Cartagena                    | 220 000                                  | Repsol                 |
| Espagne,           | Raffinerie de Castellón                    | 110 000                                  | BP                     |
| Espagne,           | Raffinerie de Gibraltar-San Roque          | 240 000                                  | Cepsa                  |
| Espagne,           | Raffinerie de Huelva La Rábida             | 190 000                                  | Cepsa                  |
| Espagne,           | Raffinerie de La Corogne                   | 120 000                                  | Repsol                 |
| Espagne,           | Raffinerie de Puertollano                  | 150 000                                  | Repsol                 |
| Espagne,           | Raffinerie de Tarragone                    | 186 000                                  | Repsol                 |
| Espagne,           | Raffinerie de Tenerife                     | 90 000                                   | Cepsa                  |
| Finlande           | Raffinerie de Naantali                     | 50 000                                   | Neste Oil              |
| Finlande           | Raffinerie de Porvoo                       | 200 000                                  | Neste Oil              |
| France             | Raffinerie de Donges                       | 226 000                                  | Total                  |
| France             | Raffinerie de Feyzin                       | 116 000                                  | Total                  |
| France             | Raffinerie de Fos-sur-Mer                  | 112 000                                  | Rhône Energies         |
| France             | Raffinerie de Grandpuits                   | 96 000                                   | Total                  |
| France             | Raffinerie de Lavéra                       | 204 000                                  | Petroineos             |
| France             | Raffinerie de Normandie                    | 318 000                                  | Total                  |
| France             | Raffinerie de Port-Jérôme-Gravenchon       | 226 000                                  | ExxonMobil             |
| France             | Raffinerie de Provence                     | 150 000                                  | Total                  |
| France             | Raffinerie des Antilles                    | 16 000                                   | SARA                   |
| Grèce              | Raffinerie d'Aspropyrgos                   | 150 000                                  | Hellenic Petroleum     |
| Grèce              | Raffinerie d'Elefsis                       | 100 000                                  | Hellenic Petroleum     |
| Grèce              | Raffinerie de Corinthe                     | 180 000                                  | Motor Oil Hellas       |
| Grèce              | Raffinerie de Thessalonique                | 90 000                                   | Hellenic Petroleum     |
| Hongrie            | Raffinerie de Szazhalombatta               | 162 000                                  | MOL                    |
| Irlande            | Raffinerie de Whitegate                    | 80 000                                   | Phillips 66            |
| Italie             | Raffinerie d'Augusta                       | 190 000                                  | Sonatrach              |
| Italie             | Raffinerie de Busalla                      | 50 000                                   | IPLOM                  |
| Italie             | Raffinerie de Casalnuovo                   | 3 000                                    | RA.M.OIL               |
| Italie             | Raffinerie de Cremone                      | Fermée en 2010 (90 000)                  | Tamoil                 |
| Italie             | Raffinerie de Falconara                    | 78 000                                   | Api                    |
| Italie             | Raffinerie de Gela                         | 100 000                                  | Eni                    |
| Italie             | Raffinerie de Livourne                     | 84 000                                   | Eni                    |
| Italie             | Raffinerie de Mantoue                      | 52 000                                   | IES                    |
| Italie             | Raffinerie de Milazzo                      | 80 000                                   | Eni et Q8              |
| Italie             | Raffinerie de Priolo Gargallo              | 320 000                                  | Lukoil et ERG          |
| Italie             | Raffinerie de Ravenne                      | 11 000                                   | Alma Petroli           |
| Italie             | Raffinerie de Sannazzaro                   | 190 000                                  | Eni                    |
| Italie             | Raffinerie de Sarroch                      | 300 000                                  | Saras (entreprise)     |
| Italie             | Raffinerie de Taranto                      | 120 000                                  | Eni                    |
| Italie             | Raffinerie de Trecate                      | 160 000                                  | ExxonMobil et API      |
| Italie             | Raffinerie de Venise                       | 80 000                                   | Eni                    |
| Lituanie           | Raffinerie de Mazeikiai                    | 200 000                                  | Orlen                  |
| Macédoine du Nord  | Raffinerie de Skopje                       | 50 000                                   | Hellenic Petroleum     |
| Norvège            | Raffinerie de Mongstad                     | 240 000                                  | Equinor et Shell       |
| Norvège            | Raffinerie de Slagen                       | 124 000                                  | ExxonMobil             |
| Pays-Bas           | Raffinerie de Flessingue                   | 180 000                                  | Total et Lukoil        |
| Pays-Bas           | Raffinerie de Rotterdam BP                 | 380 000                                  | BP                     |
| Pays-Bas           | Raffinerie de Rotterdam ExxonMobil         | 220 000                                  | ExxonMobil             |
| Pays-Bas           | Raffinerie de Rotterdam Neste Oil          | 16 000                                   | Neste Oil              |
| Pays-Bas           | Raffinerie de Rotterdam Q8                 | 100 000                                  | Gunvor                 |
| Pays-Bas           | Raffinerie de Rotterdam Shell              | 420 000                                  | Shell                  |
| Pologne            | Raffinerie de Gdansk                       | 120 000                                  | Lotos (entreprise)     |
| Pologne            | Raffinerie de Gorlice (Glimar)             | 3 400                                    | Hudson Oil Corporation |
| Pologne            | Raffinerie de Jedlicze                     | 5 000                                    | Orlen                  |
| Pologne            | Raffinerie de Plock                        | 360 000                                  | Orlen                  |
| Pologne            | Raffinerie de Trzebinia                    | 5 000                                    | Orlen                  |
| Portugal           | Raffinerie de Matosinhos                   | 110 000                                  | Galp Energia           |
| Portugal           | Raffinerie de Sines                        | 220 000                                  | Galp Energia           |
| Tchéquie           | Raffinerie de Kralupy                      | 60 000                                   | Česká rafinérská       |
| Tchéquie           | Raffinerie de Litvinov                     | 110 000                                  | Česká rafinérská       |
| Tchéquie           | Raffinerie de Pardubice                    | 20 000                                   | Paramo (entreprise)    |
| Roumanie           | Raffinerie d'Onesti                        | 52 000                                   | Rafo                   |
| Roumanie           | Raffinerie de Campina                      | 20 000                                   | Omimpex                |
| Roumanie           | Raffinerie de Navodari (Petromidia)        | 96 000                                   | Rompetrol              |
| Roumanie           | Raffinerie de Pitesti                      | 70 000                                   | OMV                    |
| Roumanie           | Raffinerie de Ploiesti Lukoil              | 44 000                                   | Lukoil                 |
| Roumanie           | Raffinerie de Ploiesti Petrom (Petrobrazi) | 84 000                                   | Petrom                 |
| Roumanie           | Raffinerie de Ploiesti Rompetrol (Vega)    | 10 000                                   | Rompetrol              |
| Royaume-Uni        | Raffinerie de Dundee                       | 10 000                                   | Nynas                  |
| Royaume-Uni        | Raffinerie de Eastham                      | 30 000                                   | Nynas et Shell         |
| Royaume-Uni        | Raffinerie de Fawley                       | 330 000                                  | ExxonMobil             |
| Royaume-Uni        | Raffinerie de Grangemouth                  | 210 000                                  | Petroineos             |
| Royaume-Uni        | Raffinerie de Linsey                       | 200 000                                  | Total                  |
| Royaume-Uni        | Raffinerie de Milford Haven                | 100 000                                  | Murco                  |
| Royaume-Uni        | Raffinerie de Penbroke                     | 220 000                                  | Valero                 |
| Royaume-Uni        | Raffinerie de Stanlow                      | 296 000                                  | Essar Energy           |
| Royaume-Uni        | Raffinerie de South Killingholme (Humber)  | 260 000                                  | Phillips 66            |
| Russie,            | Raffinerie d'Afipsky                       | 72 000                                   | Afipsky Refinery       |
| Russie,            | Raffinerie d'Elkhovo                       | 80 000                                   | Tatneft                |
| Russie,            | Raffinerie de Kirishi                      | 400 000                                  | Surgutneftegas         |
| Russie,            | Raffinerie de Kogalym                      | 6 000                                    | Lukoil                 |
| Russie,            | Raffinerie de Krasnodar                    | 66 000                                   | Roussneft              |
| Russie,            | Raffinerie de Krasnoleninsk                | 3 000                                    | TNK-BP                 |
| Russie,            | Raffinerie de Kstovo, Nijni-Novgorod       | 340 000                                  | Lukoil                 |
| Russie,            | Raffinerie de Kuibyshev                    | 130 000                                  | Rosneft                |
| Russie,            | Raffinerie de Moscou                       | 243 000                                  | Gazprom                |
| Russie,            | Raffinerie de Nizhnekamsk                  | 146 000                                  | TAIF-NK                |
| Russie,            | Raffinerie de Nizhnekamsk                  | 40 000                                   | Tatneft                |
| Russie,            | Raffinerie de Novochakhtinsk               |                                          | Ioug-Roussi            |
| Russie,            | Raffinerie de Novokuibyshevsk              | 160 000                                  | Rosneft                |
| Russie,            | Raffinerie de Omsk                         | 390 000                                  | Gazprom                |
| Russie,            | Raffinerie de Orsk                         | 180 000                                  | Roussneft              |
| Russie,            | Raffinerie de Perm                         | 262 000                                  | Lukoil                 |
| Russie,            | Raffinerie de Ryazan                       | 340 000                                  | TNK-BP                 |
| Russie,            | Raffinerie de Salavat                      | 280 000                                  | Gazprom                |
| Russie,            | Raffinerie de Saratov                      | 140 000                                  | TNK-BP                 |
| Russie,            | Raffinerie de Slaviansk-na-Koubani         | 83 000                                   | Slavyansk ECO LLC      |
| Russie,            | Raffinerie de Syzran                       | 178 000                                  | Rosneft                |
| Russie,            | Raffinerie de Tuapse                       | 88 000                                   | Rosneft                |
| Russie,            | Raffinerie de Tyumen                       | 82 000                                   | Antipinski Refinery    |
| Russie,            | Raffinerie d'Ufa                           | 190 000                                  | Bashneft               |
| Russie,            | Raffinerie d'Ufa Novo Ufa                  | 440 000                                  | Bashneft               |
| Russie,            | Raffinerie d'Ufaneftkhim                   | 280 000                                  | Bashneft               |
| Russie,            | Raffinerie d'Ukhta                         | 78 000                                   | Lukoil                 |
| Russie,            | Raffinerie d'Uray                          | 2 000                                    | Lukoil                 |
| Russie,            | Raffinerie de Volgograd                    | 226 000                                  | Lukoil                 |
| Russie,            | Raffinerie de Yaroslav                     | 304 000                                  | Slavneft               |
| Russie,            | Raffinerie de Yoshkar-Ola (Mari-El)        | 24 000                                   |                        |
| Serbie             | Raffinerie de Novi Sad                     | 146 000                                  | NIS                    |
| Serbie             | Raffinerie de Pancevo                      | 96 000                                   | NIS                    |
| Slovaquie          | Raffinerie de Bratislava                   | 120 000                                  | Slovnaft               |
| Suède              | Raffinerie de Göteborg Preem               | 120 000                                  | Preem                  |
| Suède              | Raffinerie de Göteborg St1                 | 80 000                                   | St1                    |
| Suède              | Raffinerie de Lysekil                      | 228 000                                  | Preem                  |
| Suède              | Raffinerie de Nynashamn                    | 90 000                                   | Nynas                  |
| Suisse             | Raffinerie de Cressier                     | 68 000                                   | Varo Energy            |
| Suisse             | Raffinerie de Collombey,                   | Fermée en 2015 (48 000)                  | Tamoil                 |
| Turquie            | Raffinerie d'Aliaga Star Refinery          | 200 000                                  | SOCAR                  |
| Turquie            | Raffinerie de Batman                       | 22 000                                   | Tüpraş                 |
| Turquie            | Raffinerie d'Izmir                         | 220 000                                  | Tüpraş                 |
| Turquie            | Raffinerie d'Izmit                         | 220 000                                  | Tüpraş                 |
| Turquie            | Raffinerie de Kırıkkale                    | 100 000                                  | Tüpraş                 |
| Ukraine            | Raffinerie de Drohobych                    | 64 000                                   | Ukrtransneft           |
| Ukraine            | Raffinerie de Kremenchug                   | 368 500                                  | Ukrtatnafta            |
| Ukraine            | Raffinerie de Lisicansk (Linos)            | 160 000                                  | TNK-BP                 |
| Ukraine            | Raffinerie de Nadvirna                     | 44 000                                   | Neftkhimik Prikarpatya |
| Ukraine            | Raffinerie d'Odessa,                       | 56 000                                   | Vetek                  |

Un fond rouge indique une raffinerie qui n'est plus en fonctionnement, un fond vert une raffinerie en cours de construction ou en projet.

## Moyen-Orient
| Pays                | Nom                                   | Capacité de production [barils par jour] | Opérateur                         |
| ------------------- | ------------------------------------- | ---------------------------------------- | --------------------------------- |
| Arabie saoudite     | Raffinerie de Jazan                   | 400 000                                  | Saudi Aramco                      |
| Arabie saoudite     | Raffinerie de Jeddah                  | 88 000                                   | Saudi Aramco                      |
| Arabie saoudite     | Raffinerie de Jubail SASREF           | 305 000                                  | Saudi Aramco, Shell               |
| Arabie saoudite     | Raffinerie de Jubail SATORP,          | 400 000                                  | Saudi Aramco, Total               |
| Arabie saoudite     | Raffinerie de Khafji                  | 30 000                                   | Saudi Aramco                      |
| Arabie saoudite     | Raffinerie de Rhabigh                 | 400 000                                  | Saudi Aramco et Sumitomo Chemical |
| Arabie saoudite     | Raffinerie de Ras Tanura              | 550 000                                  | Saudi Aramco                      |
| Arabie saoudite     | Raffinerie de Yanbu Aramco            | 240 000                                  | Saudi Aramco                      |
| Arabie saoudite     | Raffinerie de Yanbu Samref            | 400 000                                  | Saudi Aramco et ExxonMobil        |
| Arabie saoudite     | Raffinerie de Yanbu Yasref            | 400 000                                  | Saudi Aramco et Sinopec           |
| Bahreïn             | Raffinerie de Sitrah                  | 250 000                                  | BAPCO                             |
| Émirats arabes unis | Raffinerie de Fujairah                | 80 000                                   | Vitol                             |
| Émirats arabes unis | Raffinerie de Hamriyah                | 75 000                                   | Gulf Petrochem                    |
| Émirats arabes unis | Raffinerie de Jebel Ali               | 120 000                                  | ENOC                              |
| Émirats arabes unis | Raffinerie de Ruwais                  | 280 000                                  | ADNOC                             |
| Émirats arabes unis | Raffinerie de Umm Al-Narr             | 100 000                                  | ADNOC                             |
| Iran                | Raffinerie d'Abadan                   | 400 000                                  | NIORDC                            |
| Iran                | Raffinerie d'Abadan Khoozestan        | 180 000                                  |                                   |
| Iran                | Raffinerie d'Arak                     | 250 000                                  | NIORDC                            |
| Iran                | Raffinerie d'Ispahan (Esfahan)        | 375 000                                  | NIORDC                            |
| Iran                | Raffinerie de Bandar Abbas            | 320 000                                  | NIORDC                            |
| Iran                | Raffinerie de Bandar Abbas PGSOC      | 320 000                                  | PGOSC                             |
| Iran                | Raffinerie de Caspian                 | 300 000                                  | NIORDC                            |
| Iran                | Raffinerie de Kermanshah              | 25 000                                   | NIORDC                            |
| Iran                | Raffinerie de Kermanshah Anahita      | 150 000                                  | NIORDC                            |
| Iran                | Raffinerie de Lavan                   | 35 000                                   | NIORDC                            |
| Iran                | Raffinerie de Shiraz                  | 58 000                                   | NIORDC                            |
| Iran                | Raffinerie de Shiraz Pars             | 120 000                                  | NIORDC                            |
| Iran                | Raffinerie de Tabriz (Shahriar)       | 150 000                                  | NIORDC                            |
| Iran                | Raffinerie de Téhéran                 | 250 000                                  | NIORDC                            |
| Irak,               | Raffinerie de Baiji                   | 310 000                                  | North Refineries Company          |
| Irak,               | Raffinerie de Bassora                 | 130 000                                  | South Refineries Company          |
| Irak,               | Raffinerie de Daura                   | 210 000                                  | Midland Refineries Company        |
| Irak,               | Raffinerie de Diwayina                | 20 000                                   | Midland Refineries Company        |
| Irak,               | Raffinerie d'Erbil                    | 75 000                                   | Kar Group                         |
| Irak,               | Raffinerie d'Haditha                  | 16 000                                   | North Refineries Company          |
| Irak,               | Raffinerie de Kerbala                 | 200 000                                  | Refinery of Kerbala Corporation   |
| Irak,               | Raffinerie de Kirkuk                  | 30 000                                   | North Refineries Company          |
| Irak,               | Raffinerie de Kisik                   | 10 000                                   | North Refineries Company          |
| Irak,               | Raffinerie de Quarayah                | 16 000                                   | North Refineries Company          |
| Irak,               | Raffinerie de Samawah                 | 20 000                                   | North Refineries Company          |
| Irak,               | Raffinerie de Seniya                  | 20 000                                   | North Refineries Company          |
| Israël              | Raffinerie d'Ashdod                   | 80 000                                   | Paz Oil                           |
| Israël              | Raffinerie d'Haifa                    | 200 000                                  | Oil Refineries Ltd                |
| Jordanie            | Raffinerie de Zarqa                   | 105 000                                  | Jordan Petroleum Refinery Company |
| Koweït              | Raffinerie d'Al Zour                  | 615 000                                  | KNPC                              |
| Koweït              | Raffinerie de Mina Abdulla            | 270 000                                  | KNPC                              |
| Koweït              | Raffinerie de Mina Al-Ahmadi          | 460 000                                  | KNPC                              |
| Koweït              | Raffinerie de Shuaiba                 | 200 000                                  | KNPC                              |
| Liban               | Raffinerie de Tripoli                 | Fermée en 1982 (21 000)                  | Iraq Petroleum Company            |
| Oman                | Raffinerie de Mina al Fahal de Muscat | 100 000                                  | ORPIC                             |
| Oman                | Raffinerie de Sohar                   | 130 000                                  | ORPIC                             |
| Qatar               | Raffinerie de Ras Laffan              | 170 000                                  | Qatargas                          |
| Qatar               | Raffinerie de Ras Laffan Oryx GTL     | 30 000                                   | Qatar Petroleum, Sasol, Chevron   |
| Qatar               | Raffinerie de Ras Laffan Pearl GTL    | 160 000                                  | Shell                             |
| Qatar               | Raffinerie de Umm Said                | 170 000                                  | Qatar Petroleum                   |
| Syrie               | Raffinerie de Banias                  | 120 000                                  | Banias Refinery Company           |
| Syrie               | Raffinerie de Homs                    | 110 000                                  | Homs Refinery Company             |
| Yémen               | Raffinerie d'Aden                     | 140 000                                  | Aden Refinery Company             |
| Yémen               | Raffinerie de Marib                   | 10 000                                   | Hunt Oil Company                  |

Un fond rouge indique une raffinerie qui n'est plus en fonctionnement, un fond vert une raffinerie en cours de construction ou en projet.

## Océanie
| Pays                      | Nom                         | Capacité de production [barils par jour] | Opérateur   |
| ------------------------- | --------------------------- | ---------------------------------------- | ----------- |
| Australie                 | Raffinerie d'Altona         | 94 000                                   | ExxonMobil  |
| Australie                 | Raffinerie de Bulwer Island | 102 000                                  | BP          |
| Australie                 | Raffinerie de Clyde         | Fermée en 2012 (79 000)                  | Shell       |
| Australie                 | Raffinerie de Geelong       | 130 000                                  | Shell       |
| Australie                 | Raffinerie de Kurnell       | 130 000                                  | Caltex      |
| Australie                 | Raffinerie de Kwinana       | 146 000                                  | BP          |
| Australie                 | Raffinerie de Lytton        | 105 000                                  | Caltex      |
| Nouvelle-Zélande          | Raffinerie de Marsden Point | 135 000                                  | Refining NZ |
| Papouasie-Nouvelle-Guinée | Raffinerie de Port Moresby  | 36 000                                   | InterOil    |

Un fond rouge indique une raffinerie qui n'est plus en fonctionnement, un fond vert une raffinerie en cours de construction ou en projet.

### Cartographie
- Carte des raffineries des États-Unis avec leurs capacités (en barils par jour)